# Player efficiency rating
El Player efficiency rating (PER), «valoració d'eficiència del jugador» en català, és una qualificació «tot en un» emprada en bàsquet que intenta combinar totes les contribucions d'un jugador en un sol valor. Va ser creada per l'estadista esportiu de la ESPN John Hollinger el qual, utilitzant una fórmula detallada, va desenvolupar un sistema que avalua el rendiment estadístic de cada jugador.

## Descripció
El PER s'esforça per mesurar el rendiment per minut d'un jugador, mentre s'ajusta al ritme. Un PER mitjana de lliga és sempre de 15,00, la qual cosa permet comparar el rendiment dels jugadors durant les temporades.
El PER té en compte els assoliments positius, com els tirs de camp, els tirs lliures, els triples, les assistències, els rebots, els taps i els robatoris, i també els resultats negatius, com els tirs fallats, les pèrdues de pilota i les faltes personals. La fórmula suma les estadístiques positives i resta les negatives a través d'un sistema de valors de punts estadístics. La puntuació de cada jugador s'ajusta llavors a una base per minut perquè, per exemple, els substituts puguin comparar-se amb els titulars als debats sobre el temps de joc. També s'ajusta al ritme de l'equip. Al final, un nombre resumeix els assoliments estadístics dels jugadors per a aquesta temporada.

## Relació amb sabermetrics
El treball de Hollinger s'ha beneficiat de les observacions de sabermetrics (l'anàlisi empírica de les estadístiques en beisbol), de Bill James. Una de les principals observacions és que les estadístiques tradicionals de comptatge en el beisbol, com les carreres impulsades i les victòries, no són indicadors confiables del valor d'un jugador. Per exemple, les carreres impulsades depenen en gran manera de les oportunitats creades pels companys d'equip d'un jugador. El PER estén aquesta forma d'explicar estadístiques al bàsquet, assenyalant que les oportunitats d'un jugador d'acumular estadístiques depenen del nombre de minuts jugats així com del ritme del joc.

## Guia de referència
Hollinger ha establert el PER de manera que la mitjana de la lliga, cada temporada, sigui de 15.00, la qual cosa genera una guia de referència pràctica.
| La millor temporada de la història           | 35.0+     |
| Objectivament MVP                            | 30.0-35.0 |
| Fort candidat a MVP                          | 27.5-30.0 |
| Feble candidat a MVP                         | 25.0-27.5 |
| Fix All-Star                                 | 22.5-25.0 |
| Prop de ser All-Star                         | 20.0-22.5 |
| Segona opció ofensiva                        | 18.0-20.0 |
| Tercera opció ofensiva                       | 16.5-18.0 |
| Jugador lleugerament per sobre de la mitjana | 15.0-16.5 |
| Jugador de rotació                           | 13.0-15.0 |
| Jugador de no-rotació                        | 11.0-13.0 |
| Jugador de banqueta                          | 9.0-11.0  |
| Jugador que no es queda en la lliga          | 0 - 9.0   |

Només en 21 ocasions un jugador ha acabat la temporada amb un PER superior a 30.0 (havent jugat almenys 15 partits), sent el major registre una valoració de 31.82 (Wilt Chamberlain).
Michael Jordan i LeBron James lideren aquesta classificació amb quatre temporades per sobre de 30, amb Shaquille O'Neal i Wilt Chamberlain amb tres temporades, i la resta repartides entre David Robinson, Dwyane Wade, Chris Paul, Tracy McGrady, Anthony Davis, Stephen Curri i Russell Westbrook. La temporada 2008–09, va ser l'única en la qual es va registrar més d'un jugador per sobre dels 30, (LeBron James (31.67), Dwyane Wade (30.46) i Chris Paul (30.04)).
- Carrera amb un Ràtio d'Eficiència major: Michael Jordan (27.91)
- Temporada amb un Ràtio d'Eficiència major: Wilt Chamberlain (31.82 en 1962–63)
- Carrera amb un Ràtio d'Eficiència majo en play-offs: Michael Jordan (28.59)
- Temporada amb un ràtio d'Eficiència major en play-offs: Hakeem Olajuwon (38.96 en 1988)

## Càlcul
Tots els càlculs comencen amb el que es denomina un PER no ajustat (uPER). La fórmula és:
{\displaystyle uPER={\frac {1}{min}}\times \left(3P+\left[{\frac {2}{3}}\times AST\right]+\left[\left(2-factor\times {\frac {tmAST}{tmFG}}\right)\times FG\right]+\left[0.5\times FT\times \left(2-{\frac {1}{3}}\times {\frac {tmAST}{tmFG}}\right)\right]-\left[VOP\times TO\right]-\left[VOP\times DRBP\times \left(FGA-FG\right)\right]-\left[VOP\times 0.44\times \left(0.44+\left(0.56\times DRBP\right)\right)\times \left(FTA-FT\right)\right]+\left[VOP\times \left(1-DRBP\right)\times \left(TRB-ORB\right)\right]+\left[VOP\times DRBP\times ORB\right]+\left[VOP\times STL\right]+\left[VOP\times DRBP\times BLK\right]-\left[PF\times \left({\frac {lgFT}{lgPF}}-0.44\times {\frac {lgFTA}{lgPF}}\times VOP\right)\right]\right)}
Quan es multiplica i refactoreja, l'equació anterior es converteix en:

{\displaystyle uPER={\frac {1}{min}}\times \left(3P-{\frac {PF\times lgFT}{lgPF}}+\left[{\frac {FT}{2}}\times \left(2-{\frac {tmAST}{3\times tmFG}}\right)\right]+\left[FG\times \left(2-{\frac {factor\times tmAST}{tmFG}}\right)\right]+{\frac {2\times AST}{3}}+VOP\times \left[DRBP\times \left(2\times ORB+BLK-0.2464\times \left[FTA-FT\right]-\left[FGA-FG\right]-TRB\right)+{\frac {0.44\times lgFTA\times PF}{lgPF}}-\left(TO+ORB\right)+STL+TRB-0.1936\left(FTA-FT\right)\right]\right)}On
{\displaystyle \ factor={\frac {2}{3}}-\left[\left(0.5\times {\frac {lgAST}{lgFG}}\right)\div \left(2\times {\frac {lgFG}{lgFT}}\right)\right]}
{\displaystyle \ VOP={\frac {lgPTS}{lgFGA-lgORB+lgTO+0.44\times lgFTA}}}
{\displaystyle \ DRBP={\frac {lgTRB-lgORB}{lgTRB}}}
Amb
- tm, el prefix, indica equip en lloc de jugador;
- lg, el prefix, indica lliga en lloc de jugador;
- min nombre de minuts jugats;
- 3P nombre de triples encistellats;
- FG nombre de tirs de camp;
- FT nombre de tirs lliures;
- VOP pel valor de la possessió (però en referència a la lliga, en aquest cas);
- RB per al nombre de rebots: ORB ofensius, DRB defensius, TRB total (combinat), RBP per percentatge d'ofensius o defensius;
- uns altres que es descriuen en les estadístiques de bàsquet.

Una vegada el uPER és calculat, ha de ser ajustat al ritme de l'equip i normalitzat a la lliga perquè es converteixi en PER:{\displaystyle \ PER=\left(uPER\times {\frac {lgPace}{tmPace}}\right)\times {\frac {15}{lguPER}}}
Aquest pas final lleva l'avantatge que tenen els jugadors dels equips que juguen al contratac (i per tant tenen més possessions i més oportunitats de fer coses en atac), i després fixa la mitjana de la lliga en 15.00.
També té en compte que és impossible calcular el PER (almenys de la manera convencional descrita anteriorment) per a les temporades de la NBA anteriors a 1978, ja que la lliga no duia un registre de les pèrdues de pilota, entre d'altres estadístiques avançades, abans d'aquest any.

## Millors jugadors de la NBA i la ABA segons el seu PER

### Carrera[1]
Aquesta llista mostra els 250 millors jugadors de la NBA i la ABA ordenants per la seva mitjana de PER durant tota la seva carrera
|  | Lloc | Jugadors              | PER   | Lloc | Jugadors          | PER   | Lloc | Jugadors            | PER   | Lloc | Jugadors        | PER   | Lloc | Jugadors               | PER   |
|  | ---- | --------------------- | ----- | ---- | ----------------- | ----- | ---- | ------------------- | ----- | ---- | --------------- | ----- | ---- | ---------------------- | ----- |
|  | 1.   | Michael Jordan        | 27.91 | 51.  | Dan Issel         | 21.37 | 101. | Robert Parish       | 19.22 | 151. | Donnie Freeman  | 18.21 | 201. | Lou Hudson             | 17.43 |
|  | 2.   | LeBron James          | 27.59 | 52.  | Alonzo Mourning   | 21.24 | 102. | Bernard King        | 19.18 | 152. | Bill Sharman    | 18.21 | 202. | George Thompson        | 17.40 |
|  | 3.   | Anthony Davis         | 27.42 | 53.  | Clyde Drexler     | 21.07 | 103. | Paul George         | 19.17 | 153. | Billy Knight    | 18.17 | 203. | Bob Netolicky          | 17.39 |
|  | 4.   | Shaquille O'Neal      | 26.43 | 54.  | Rick Barry        | 21.04 | 104. | David Lee           | 19.13 | 154. | Bobby Jones     | 18.16 | 204. | Anfernee Hardaway      | 17.38 |
|  | 5.   | David Robinson        | 26.18 | 55.  | Patrick Ewing     | 21.01 | 105. | Walt Frazier        | 19.12 | 155. | Antawn Jamison  | 18.14 | 205. | Toni Kukoč             | 17.35 |
|  | 6.   | Wilt Chamberlain      | 26.13 | 56.  | Chris Webber      | 20.94 | 106. | Bailey Howell       | 19.11 | 156. | Isiah Thomas    | 18.11 | 206. | Ray Williams           | 17.32 |
|  | 7.   | Bob Pettit            | 25.35 | 57.  | Allen Iverson     | 20.92 | 107. | Shawn Kemp          | 19.08 | 157. | Willie Wise     | 18.08 | 207. | Jack Sikma             | 17.29 |
|  | 8.   | Chris Paul            | 25.31 | 58.  | LaMarcus Aldridge | 20.89 | 108. | Walter Davis        | 19.07 | 158. | Derrick Rose    | 18.07 | 208. | Randy Denton           | 17.29 |
|  | 9.   | Kevin Durant          | 25.20 | 59.  | John Drew         | 20.74 | 109. | Spencer Haywood     | 19.07 | 159. | Eric Bledsoe    | 18.05 | 209. | Richie Guerin          | 17.26 |
|  | 10.  | Neil Johnston         | 24.69 | 60.  | Bob McAdoo        | 20.73 | 110. | Grant Hill          | 19.03 | 160. | Marvin Barnes   | 18.05 | 210. | Ty Lawson              | 17.23 |
|  | 11.  | Charles Barkley       | 24.63 | 61.  | Kevin Johnson     | 20.70 | 111. | Mark Aguirre        | 19.02 | 161. | Derrick Coleman | 18.01 | 211. | Detlef Schrempf        | 17.22 |
|  | 12.  | Kareem Abdul-Jabbar   | 24.58 | 62.  | Al Jefferson      | 20.56 | 112. | Shareef Abdur-Rahim | 19.02 | 162. | Calvin Murphy   | 18.00 | 212. | Dikembe Mutombo        | 17.21 |
|  | 13.  | James Harden          | 24.44 | 63.  | Chris Bosh        | 20.56 | 113. | Paul Millsap        | 19.00 | 163. | Tiny Archibald  | 17.99 | 213. | Roger Brown            | 17.21 |
|  | 14.  | Tim Duncan            | 24.22 | 64.  | Elton Brand       | 20.51 | 114. | Derrick Favors      | 18.95 | 164. | Rod Strickland  | 17.98 | 214. | Earl Monroe            | 17.20 |
|  | 15.  | Magic Johnson         | 24.11 | 65.  | George Yardley    | 20.51 | 115. | Al Horford          | 18.92 | 165. | Red Robbins     | 17.97 | 215. | Antonio McDyess        | 17.19 |
|  | 16.  | Karl Malone           | 23.90 | 66.  | Ed Macauley       | 20.39 | 116. | Gary Payton         | 18.88 | 166. | Dan Roundfield  | 17.95 | 216. | Serge Ibaka            | 17.19 |
|  | 17.  | Stephen Curry         | 23.84 | 67.  | Nikola Vučević    | 20.31 | 117. | Bill Russell        | 18.87 | 167. | Calvin Natt     | 17.94 | 217. | Terry Porter           | 17.18 |
|  | 18.  | Russell Westbrook     | 23.67 | 68.  | Carmelo Anthony   | 20.27 | 118. | Larry Jones         | 18.87 | 168. | Jason Kidd      | 17.91 | 218. | Jeff Teague            | 17.14 |
|  | 19.  | Hakeem Olajuwon       | 23.59 | 69.  | Manu Ginóbili     | 20.22 | 119. | Jerry Lucas         | 18.86 | 169. | DeMar DeRozan   | 17.90 | 219. | Bradley Beal           | 17.14 |
|  | 20.  | Julius Erving         | 23.58 | 70.  | Larry Foust       | 20.19 | 120. | Brad Daugherty      | 18.85 | 170. | Jermaine O'Neal | 17.89 | 220. | Peja Stojaković        | 17.12 |
|  | 21.  | Larry Bird            | 23.50 | 71.  | Marques Johnson   | 20.11 | 121. | Vince Carter        | 18.84 | 171. | Corey Maggette  | 17.88 | 221. | Johnny Green           | 17.11 |
|  | 22.  | Dwyane Wade           | 23.48 | 72.  | John Brisker      | 20.11 | 122. | Chauncey Billups    | 18.82 | 172. | Rik Smits       | 17.85 | 222. | Tyreke Evans           | 17.10 |
|  | 23.  | Oscar Robertson       | 23.17 | 73.  | Greg Monroe       | 20.08 | 123. | Shawn Marion        | 18.81 | 173. | Tom Heinsohn    | 17.83 | 223. | Ruben Patterson        | 17.09 |
|  | 24.  | Yao Ming              | 23.02 | 74.  | Mel Daniels       | 20.08 | 124. | World B. Free       | 18.78 | 174. | Baron Davis     | 17.82 | 224. | Goran Dragić           | 17.09 |
|  | 25.  | Kobe Bryant           | 22.90 | 75.  | George McGinnis   | 20.05 | 125. | Chris Mullin        | 18.78 | 175. | Fat Lever       | 17.82 | 225. | Mehmet Okur            | 17.08 |
|  | Lloc | Jugadors              | PER   | Lloc | Jugadors          | PER   | Lloc | Jugadors            | PER   | Lloc | Jugadors        | PER   | Lloc | Jugadors               | PER   |
|  | 26.  | Jerry West            | 22.89 | 76.  | Billy Cunningham  | 20.04 | 126. | Zelmo Beaty         | 18.75 | 176. | Donald Sidle    | 17.82 | 226. | Jimmy Jones            | 17.07 |
|  | 27.  | Elgin Baylor          | 22.69 | 77.  | Kevin McHale      | 20.02 | 127. | Stephon Marbury     | 18.74 | 177. | Marcus Camby    | 17.81 | 227. | Nenê Hilário           | 17.07 |
|  | 28.  | Kevin Garnett         | 22.66 | 78.  | Jimmy Butler      | 19.98 | 128. | Andrei Kirilenko    | 18.73 | 178. | Jack Twyman     | 17.78 | 228. | Marcin Gortat          | 17.05 |
|  | 29.  | Dirk Nowitzki         | 22.44 | 79.  | Steve Nash        | 19.95 | 129. | Sidney Moncrief     | 18.69 | 179. | Fred Brown      | 17.75 | 229. | Larry Kenon            | 17.05 |
|  | 30.  | DeMarcus Cousins      | 22.40 | 80.  | Brook Lopez       | 19.93 | 130. | Sam Jones           | 18.68 | 180. | Ricky Pierce    | 17.74 | 230. | Alvin Robertson        | 17.02 |
|  | 31.  | Blake Griffin         | 22.25 | 81.  | Larry Nance       | 19.92 | 131. | Scottie Pippen      | 18.63 | 181. | Elvin Hayes     | 17.73 | 231. | Dave Cowens            | 17.02 |
|  | 32.  | Tracy McGrady         | 22.13 | 82.  | David Thompson    | 19.91 | 132. | David West          | 18.61 | 182. | James Worthy    | 17.73 | 232. | Levern Tart            | 17.01 |
|  | 33.  | Kyrie Irving          | 22.09 | 83.  | Connie Hawkins    | 19.89 | 133. | Tim Hardaway        | 18.61 | 183. | Vlade Divac     | 17.72 | 233. | Rasheed Wallace        | 17.01 |
|  | 34.  | Andre Drummond        | 22.07 | 84.  | Alex English      | 19.87 | 134. | Vern Mikkelsen      | 18.60 | 184. | Mike Conley     | 17.70 | 234. | Cliff Robinson         | 17.00 |
|  | 35.  | Moses Malone          | 22.00 | 85.  | Walt Bellamy      | 19.84 | 135. | Willis Reed         | 18.57 | 185. | Kevin Martin    | 17.68 | 235. | Emeka Okafor           | 16.98 |
|  | 36.  | Dolph Schayes         | 21.98 | 86.  | Cliff Hagan       | 19.80 | 136. | Ray Allen           | 18.56 | 186. | Jeff Hornacek   | 17.67 | 236. | James Silas            | 16.96 |
|  | 37.  | Giannis Antetokounmpo | 21.91 | 87.  | Bob Cousy         | 19.76 | 137. | DeAndre Jordan      | 18.55 | 187. | Mike Lewis      | 17.65 | 237. | Micheal Ray Richardson | 16.95 |
|  | 38.  | Kevin Love            | 21.86 | 88.  | Paul Pierce       | 19.73 | 138. | Gus Williams        | 18.51 | 188. | Dave Bing       | 17.63 | 238. | Danny Manning          | 16.93 |
|  | 39.  | John Stockton         | 21.83 | 89.  | Terrell Brandon   | 19.69 | 139. | Zydrunas Ilgauskas  | 18.49 | 189. | Joakim Noah     | 17.62 | 239. | Rudy Tomjanovich       | 16.93 |
|  | 40.  | Amar'e Stoudemire     | 21.82 | 90.  | Paul Arizin       | 19.66 | 140. | Marc Gasol          | 18.47 | 190. | Chet Walker     | 17.60 | 240. | Danny Granger          | 16.93 |
|  | 41.  | Bob Lanier            | 21.69 | 91.  | Mark Price        | 19.62 | 141. | Lou Williams        | 18.46 | 191. | Mitch Richmond  | 17.59 | 241. | Ray Felix              | 16.93 |
|  | 42.  | Dwight Howard         | 21.58 | 92.  | John Beasley      | 19.59 | 142. | Kyle Lowry          | 18.41 | 192. | Swen Nater      | 17.57 | 242. | Christian Laettner     | 16.93 |
|  | 43.  | Dominique Wilkins     | 21.56 | 93.  | Gilbert Arenas    | 19.57 | 143. | Pete Maravich       | 18.38 | 193. | Brad Miller     | 17.55 | 243. | Danilo Gallinari       | 16.92 |
|  | 44.  | Clyde Lovellette      | 21.55 | 94.  | Sam Cassell       | 19.48 | 144. | Kiki Vandeweghe     | 18.37 | 194. | Bob Verga       | 17.54 | 244. | Purvis Short           | 16.88 |
|  | 45.  | Adrian Dantley        | 21.51 | 95.  | Michael Redd      | 19.48 | 145. | Reggie Miller       | 18.36 | 195. | John Havlicek   | 17.53 | 245. | Mickey Johnson         | 16.88 |
|  | 46.  | Harry Gallatin        | 21.48 | 96.  | Carlos Boozer     | 19.46 | 146. | Steve Francis       | 18.35 | 196. | Glenn Robinson  | 17.50 | 246. | Jrue Holiday           | 16.85 |
|  | 47.  | Damian Lillard        | 21.40 | 97.  | John Wall         | 19.43 | 147. | Alvan Adams         | 18.32 | 197. | Gordon Hayward  | 17.49 | 247. | Mookie Blaylock        | 16.79 |
|  | 48.  | Artis Gilmore         | 21.40 | 98.  | Paul Westphal     | 19.43 | 148. | Terry Cummings      | 18.29 | 198. | Josh Smith      | 17.44 | 248. | Keith Van Horn         | 16.78 |
|  | 49.  | George Gervin         | 21.38 | 99.  | Kemba Walker      | 19.33 | 149. | Deron Williams      | 18.25 | 199. | Mack Calvin     | 17.44 | 249. | Rudy Gay               | 16.78 |
|  | 50.  | Pau Gasol             | 21.37 | 100. | Zach Randolph     | 19.33 | 150. | Tony Parker         | 18.24 | 200. | Andre Miller    | 17.43 | 250. | Red Kerr               | 16.77 |

### Temporada a temporada[2]
Llista dels jugadors amb millor PER en cada temporada
| T    | NBA           | NBA          | T            | NBA              | NBA              | ABA                 | ABA   | T           | NBA                 | NBA                 | ABA                 | ABA   | T              | NBA            | NBA   | T              | NBA              | NBA   | T             | NBA              | NBA   | T             | NBA                   | NBA   | T    | NBA                   | NBA   |
| ---- | ------------- | ------------ | ------------ | ---------------- | ---------------- | ------------------- | ----- | ----------- | ------------------- | ------------------- | ------------------- | ----- | -------------- | -------------- | ----- | -------------- | ---------------- | ----- | ------------- | ---------------- | ----- | ------------- | --------------------- | ----- | ---- | --------------------- | ----- |
|      |               |              | 1960         | Wilt Chamberlain | Wilt Chamberlain | Wilt Chamberlain    | 28.04 | 1970        | Jerry West          | 24.64               | Spencer Haywood     | 28.00 | 1980           | Julius Erving  | 25.36 | 1990           | Michael Jordan   | 31.18 | 2000          | Shaquille O'Neal | 30.65 | 2010          | LeBron James          | 31.10 | 2020 | Giannis Antetokounmpo | 31.86 |
| 1961 | Elgin Baylor  | Elgin Baylor | Elgin Baylor | 28.24            | 1971             | Kareem Abdul-Jabbar | 28.95 | Zelmo Beaty | 25.22               | 1981                | Kareem Abdul-Jabbar | 25.48 | 1991           | 31.63          | 2001  | 30.23          | Michael Jordan   | 2011  | 27.27         | Shaquille O'Neal | 2021  | Nikola Jokic  | LeBron James          | 31.28 |      |                       |       |
| 1952 | George Mikan  | 29.02        | 1962         | Wilt Chamberlain | Wilt Chamberlain | Wilt Chamberlain    | 31.76 | 1972        | 29.94               | Artis Gilmore       | 26.58               | 1982  | Moses Malone   | 26.77          | 1992  | 27.75          | Michael Jordan   | 2002  | 29.68         | Shaquille O'Neal | 2012  | Nikola Jokic  | LeBron James          | 30.74 | 2022 | 32.85                 |       |
| 1953 | George Mikan  | 28.44        | 1963         | Wilt Chamberlain | Wilt Chamberlain | Wilt Chamberlain    | 31.82 | 1973        | 28.45               | Julius Erving       | 27.66               | 1983  | Moses Malone   | 25.12          | 1993  | 29.70          | Michael Jordan   | 2003  | Tracy McGrady | 30.97            | 2013  | 31.59         | LeBron James          |       |      |                       |       |
| 1954 | George Mikan  | 29.02        | 1964         | Wilt Chamberlain | Wilt Chamberlain | Wilt Chamberlain    | 31.63 | 1974        | 26.36               | Julius Erving       | 25.69               | 1984  | Adrian Dantley | 24.64          | 1994  | David Robinson | 30.66            | 2004  | Kevin Garnett | 29.44            | 2014  | Kevin Durant  | 29.82                 |       |      |                       |       |
| 1955 | Neil Johnston | 25.41        | 1965         | Wilt Chamberlain | Wilt Chamberlain | Wilt Chamberlain    | 28.62 | 1975        | 26.36               | Julius Erving       | 26.18               | 1985  | Larry Bird     | 26.54          | 1995  | David Robinson | 29.13            | 2005  | Kevin Garnett | 28.20            | 2015  | Anthony Davis | 30.81                 |       |      |                       |       |
| 1956 | Bob Petit     | 27.34        | 1966         | Wilt Chamberlain | Wilt Chamberlain | Wilt Chamberlain    | 28.26 | 1976        | 27.21               | Julius Erving       | 28.68               | 1986  | Larry Bird     | 25.61          | 1996  | David Robinson | 29.41            | 2006  | Dirk Nowitzki | 28.06            | 2016  | Stephen Curry | 31.46                 |       |      |                       |       |
| 1957 | Bob Petit     | 28.03        | 1967         | Wilt Chamberlain | Wilt Chamberlain | Wilt Chamberlain    | 26.51 | 1977        | Kareem Abdul-Jabbar | Kareem Abdul-Jabbar | Kareem Abdul-Jabbar | 27.80 | 1987           | Michael Jordan | 29.79 | 1997           | Karl Malone      | 28.90 | 2007          | Dwyane Wade      | 28.91 | 2017          | Russell Westbrook     | 30.63 |      |                       |       |
| 1958 | Bob Petit     | 26.26        | 1968         | Wilt Chamberlain | 24.71            | Connie Hawkins      | 28.78 | 1978        | Kareem Abdul-Jabbar | Kareem Abdul-Jabbar | Kareem Abdul-Jabbar | 29.22 | 1988           | Michael Jordan | 31.71 | 1998           | Shaquille O'Neal | 28.79 | 2008          | LeBron James     | 29.14 | 2018          | James Harden          | 29.83 |      |                       |       |
| 1959 | Bob Petit     | 28.20        | 1969         | Jerry West       | 22.32            | Connie Hawkins      | 29.74 | 1979        | Kareem Abdul-Jabbar | Kareem Abdul-Jabbar | Kareem Abdul-Jabbar | 25.46 | 1989           | Michael Jordan | 31.14 | 1999           | Shaquille O'Neal | 30.55 | 2009          | LeBron James     | 31.67 | 2019          | Giannis Antetokounmpo | 30.89 |      |                       |       |

### Línia del temps dels millors PERs[3]
Llista combinada on es mostran els jugadors en actiu amb millor PER, el major PER de carrera en cada moment i els jugadors amb millor per en una temporada
|                         | 1951-1952    | 1953          | 1954         | 1955         | 1956-1959     | 1960-1962    | 1963-1965        | 1966-1970        | 1971-1986           | 1987            | 1988-1992       | 1993            | 1994-1997       | 1998-2000        | 2001            | 2002             | 2003-2005        | 2008-2019       | 2019-2022             |
| Millor en actiu         | George Mikan | Slater Martin | Jim Pollard  | George Mikan | Dolph Schaves | Elgin Baylor | Wilt Chamberlain | Wilt Chamberlain | Kareem Abdul-Jabbar | Hakeem Olajuwon | Michael Jordan  | Hakeem Olajuwon | Michael Jordan  | Shaquille O'Neal | Michael Jordan  | Shaquille O'Neal | Shaquille O'Neal | LeBron James    | LeBron James          |
| Millor carrera          | George Mikan | Slater Martin | Jim Pollard  | George Mikan | George Mikan  | George Mikan | Wilt Chamberlain | George Mikan     | George Mikan        | George Mikan    | Michael Jordan  | Michael Jordan  | Michael Jordan  | Michael Jordan   | Michael Jordan  | Shaquille O'Neal | Michael Jordan   | Michael Jordan  | Michael Jordan        |
| Millor en una temporada | George Mikan | George Mikan  | George Mikan | George Mikan | George Mikan  | George Mikan | George Mikan     | George Mikan     | George Mikan        | Hakeem Olajuwon | Hakeem Olajuwon | Hakeem Olajuwon | Hakeem Olajuwon | Hakeem Olajuwon  | Hakeem Olajuwon | Hakeem Olajuwon  | Hakeem Olajuwon  | Hakeem Olajuwon | Giannis Antetokounmpo |

### Top 10 PERs any a any[4]
| NBA  | Top 10           | Top 10           | Top 10            | Top 10                | Top 10            | Top 10            | Top 10            | Top 10              | Top 10          | Top 10          | NBA  |
| ---- | ---------------- | ---------------- | ----------------- | --------------------- | ----------------- | ----------------- | ----------------- | ------------------- | --------------- | --------------- | ---- |
| 1952 | George Mikan     | Arnie Risen      | Dolph Schayes     | Ed Macauley           | Harry Gallatin    | Vern Mikkelsen    | Bob Cousy         | Larry Foust         | Paul Arizin     | Don Otten       | 1952 |
| 1953 | George Mikan     | Neil Johnston    | Dolph Schayes     | Ed Macauley           | Harry Gallatin    | Vern Mikkelsen    | Bob Cousy         | Larry Foust         | Bill Sharman    | Connie Simmons  | 1953 |
| 1954 | George Mikan     | Neil Johnston    | Dolph Schayes     | Ed Macauley           | Harry Gallatin    | Eddie Miller      | Bob Cousy         | Larry Foust         | Ray Felix       | Chuck Share     | 1954 |
| 1955 | Clyde Lovellette | Neil Johnston    | Dolph Schayes     | Bob Petit             | Harry Gallatin    | Vern Mikkelsen    | Bob Cousy         | Larry Foust         | Ray Felix       | Chuck Share     | 1955 |
| 1956 | Clyde Lovellette | Neil Johnston    | Dolph Schayes     | Bob Petit             | Bob Houbergs      | Maurice Stokes    | Bob Cousy         | Larry Foust         | Paul Arizin     | Chuck Share     | 1956 |
| 1957 | Clyde Lovellette | Neil Johnston    | Dolph Schayes     | Bob Petit             | Harry Gallatin    | Maurice Stokes    | Bob Cousy         | George Yardley      | Paul Arizin     | Bill Russell    | 1957 |
| 1958 | Clyde Lovellette | Neil Johnston    | Dolph Schayes     | Bob Petit             | Harry Gallatin    | Maurice Stokes    | Cliff Hagan       | George Yardley      | Larry Foust     | Bill Russell    | 1958 |
| 1959 | Clyde Lovellette | Elgin Baylor     | Dolph Schayes     | Bob Petit             | Kenny Sears       | Jack Twyman       | Cliff Hagan       | George Yardley      | Paul Arizin     | Bill Russell    | 1959 |
| 1960 | Clyde Lovellette | Elgin Baylor     | Dolph Schayes     | Bob Petit             | Kenny Sears       | Jack Twyman       | Cliff Hagan       | Wilt Chamberlain    | Richie Guerin   | Bill Russell    | 1960 |
| 1961 | Clyde Lovellette | Elgin Baylor     | Dolph Schayes     | Bob Petit             | Oscar Robertson   | Jack Twyman       | Cliff Hagan       | Wilt Chamberlain    | Bailey Howell   | Willie Naulls   | 1961 |
| 1962 | Walt Bellamy     | Elgin Baylor     | Jerry West        | Bob Petit             | Oscar Robertson   | Tom Heinsohn      | Cliff Hagan       | Wilt Chamberlain    | Richie Guerin   | Bill Russell    | 1962 |
| 1963 | Walt Bellamy     | Elgin Baylor     | Jerry West        | Bob Petit             | Oscar Robertson   | Terry Dischinger  | Cliff Hagan       | Wilt Chamberlain    | Bailey Howell   | Sam Jones       | 1963 |
| 1964 | Walt Bellamy     | Elgin Baylor     | Jerry West        | Bob Petit             | Oscar Robertson   | Terry Dischinger  | Jerry Lucas       | Wilt Chamberlain    | Bailey Howell   | Bill Russell    | 1964 |
| 1965 | Walt Bellamy     | Elgin Baylor     | Jerry West        | Bob Petit             | Oscar Robertson   | Sam Jones         | Jerry Lucas       | Wilt Chamberlain    | Bailey Howell   | Bill Russell    | 1965 |
| 1966 | Walt Bellamy     | Johnny Green     | Jerry West        | Rick Barry            | Oscar Robertson   | Sam Jones         | Jerry Lucas       | Wilt Chamberlain    | Bailey Howell   | Zelmo Beaty     | 1966 |
| 1967 | Billy Cunningham | Elgin Baylor     | Jerry West        | Rick Barry            | Oscar Robertson   | Willis Reed       | John Havlicek     | Wilt Chamberlain    | Bailey Howell   | Bill Russell    | 1967 |
| 1968 | Walt Bellamy     | Elgin Baylor     | Jerry West        | Walt Hazzard          | Oscar Robertson   | Willis Reed       | Jerry Lucas       | Wilt Chamberlain    | Earl Monroe     | Zelmo Beaty     | 1968 |
| 1969 | Bob Boozer       | Elgin Baylor     | Jerry West        | Walt Frazier          | Oscar Robertson   | Willis Reed       | Jerry Lucas       | Wilt Chamberlain    | Bailey Howell   | Zelmo Beaty     | 1969 |
| 1970 | Billy Cunningham | Elgin Baylor     | Jerry West        | Walt Frazier          | Oscar Robertson   | Willis Reed       | Connie Hawkins    | Kareem Abdul-Jabbar | Dave Bing       | John Havlicek   | 1970 |
| 1971 | Billy Cunningham | Bob Kauffman     | Jerry West        | Tom Boerwinkle        | Bob Lanier        | Wilt Chamberlain  | Jerry Lucas       | Kareem Abdul-Jabbar | Dave Bing       | John Havlicek   | 1971 |
| 1972 | Billy Cunningham | Tiny Archibald   | Jerry West        | Walt Frazier          | Bob Lanier        | Chet Walker       | John Havlicek     | Kareem Abdul-Jabbar | Archie Clark    | Lenny Wilkens   | 1972 |
| 1973 | Spencer Haywood  | Tiny Archibald   | Jerry West        | Walt Frazier          | Bob Lanier        | Chet Walker       | Rick Barry        | Kareem Abdul-Jabbar | Sidney Wicks    | Pete Maravich   | 1973 |
| 1974 | Spencer Haywood  | Rudy Tomjanovich | Bob McAdoo        | Calvin Murphy         | Bob Lanier        | Lou Hudson        | Rick Barry        | Kareem Abdul-Jabbar | Neal Walk       | Pete Maravich   | 1974 |
| 1975 | John Drew        | Tiny Archibald   | Bob McAdoo        | Walt Frazier          | Bob Lanier        | Chet Walker       | Rick Barry        | Kareem Abdul-Jabbar | Fred Brown      | Sidney Wicks    | 1975 |
| 1976 | John Drew        | Tiny Archibald   | Bob McAdoo        | Calvin Murphy         | Bob Lanier        | Alvan Adams       | George McGinnis   | Kareem Abdul-Jabbar | Fred Brown      | Pete Maravich   | 1976 |
| 1977 | Dan Issel        | Artis Gilmore    | Bob McAdoo        | Paul Westphal         | Bob Lanier        | George Gervin     | Bill Walton       | Kareem Abdul-Jabbar | Bobby Jones     | Julius Erving   | 1977 |
| 1978 | John Drew        | Artis Gilmore    | Bob McAdoo        | Paul Westphal         | Bob Lanier        | George Gervin     | Bill Walton       | Kareem Abdul-Jabbar | David Thompson  | Walter Davis    | 1978 |
| 1979 | John Drew        | Artis Gilmore    | Marques Johnson   | Paul Westphal         | Bob Lanier        | George Gervin     | Moses Malone      | Kareem Abdul-Jabbar | World B. Free   | Walter Davis    | 1979 |
| 1980 | Dan Issel        | Ray Williams     | Marques Johnson   | Adrian Dantley        | Julius Erving     | George Gervin     | Moses Malone      | Kareem Abdul-Jabbar | World B. Free   | Walter Davis    | 1980 |
| 1981 | Dan Issel        | Artis Gilmore    | Marques Johnson   | Adrian Dantley        | Julius Erving     | George Gervin     | Moses Malone      | Kareem Abdul-Jabbar | Robert Parish   | Dan Roundfield  | 1981 |
| 1982 | Dan Issel        | Artis Gilmore    | Magic Johnson     | Adrian Dantley        | Julius Erving     | George Gervin     | Moses Malone      | Kareem Abdul-Jabbar | Robert Parish   | Larry Bird      | 1982 |
| 1983 | Alex English     | Terry Cummings   | Magic Johnson     | Sidney Moncrief       | Julius Erving     | Kiki Vandeweghe   | Moses Malone      | Kareem Abdul-Jabbar | Robert Parish   | Larry Bird      | 1983 |
| 1984 | Alex English     | Mark Aguirre     | Magic Johnson     | Adrian Dantley        | Julius Erving     | Kiki Vandeweghe   | Moses Malone      | Kareem Abdul-Jabbar | Bernard King    | Larry Bird      | 1984 |
| 1985 | Michael Jordan   | Terry Cummings   | Magic Johnson     | Adrian Dantley        | Isiah Thomas      | Calvin Natt       | Moses Malone      | Kareem Abdul-Jabbar | Bernard King    | Larry Bird      | 1985 |
| 1986 | Alex English     | Hakeem Olajuwon  | Magic Johnson     | Adrian Dantley        | Isiah Thomas      | Dominique Wilkins | Charles Barkley   | Kareem Abdul-Jabbar | Kevin McHale    | Larry Bird      | 1986 |
| 1987 | Michael Jordan   | Hakeem Olajuwon  | Magic Johnson     | Mark Aguirre          | Larry Nance       | Dominique Wilkins | Charles Barkley   | Moses Malone        | Kevin McHale    | Larry Bird      | 1987 |
| 1988 | Michael Jordan   | Hakeem Olajuwon  | Magic Johnson     | Mark Aguirre          | Clyde Drexler     | Dominique Wilkins | Charles Barkley   | John Stockton       | Kevin McHale    | Larry Bird      | 1988 |
| 1989 | Michael Jordan   | Hakeem Olajuwon  | Magic Johnson     | Karl Malone           | Clyde Drexler     | Dominique Wilkins | Charles Barkley   | John Stockton       | Patrick Ewing   | Chris Mullin    | 1989 |
| 1990 | Michael Jordan   | Hakeem Olajuwon  | Magic Johnson     | Karl Malone           | David Robinson    | Dominique Wilkins | Charles Barkley   | John Stockton       | Patrick Ewing   | Kevin Johnson   | 1990 |
| 1991 | Michael Jordan   | Hakeem Olajuwon  | Magic Johnson     | Karl Malone           | David Robinson    | Dominique Wilkins | Charles Barkley   | John Stockton       | Patrick Ewing   | Kevin Johnson   | 1991 |
| 1992 | Michael Jordan   | Hakeem Olajuwon  | Brad Daugherty    | Karl Malone           | Clyde Drexler     | Dominique Wilkins | Charles Barkley   | John Stockton       | Patrick Ewing   | Marc Price      | 1992 |
| 1993 | Michael Jordan   | Hakeem Olajuwon  | Derrick Coleman   | Vlade Divac           | David Robinson    | Reggie Miller     | Charles Barkley   | Cedric Ceballos     | Patrick Ewing   | Chris Morris    | 1993 |
| 1994 | Rod Strickland   | Hakeem Olajuwon  | Scottie Pippen    | Karl Malone           | Clyde Drexler     | Reggie Miller     | Charles Barkley   | Toni Kukoč          | Horace Grant    | Kevin Johnson   | 1994 |
| 1995 | Michael Jordan   | Hakeem Olajuwon  | Shawn Kemp        | Karl Malone           | David Robinson    | Reggie Miller     | Charles Barkley   | Shaquille O'Neal    | Rik Smits       | Kevin Johnson   | 1995 |
| 1996 | Michael Jordan   | Arvydas Sabonis  | Shawn Kemp        | Karl Malone           | David Robinson    | Anfernee Hardaway | Charles Barkley   | Shaquille O'Neal    | Horace Grant    | Rod Strickland  | 1996 |
| 1997 | Michael Jordan   | Hakeem Olajuwon  | Shawn Kemp        | Karl Malone           | Dikembe Mutombo   | Anfernee Hardaway | John Stockton     | Shaquille O'Neal    | Patrick Ewing   | Grant Hill      | 1997 |
| 1998 | Michael Jordan   | Gary Payton      | Shawn Kemp        | Karl Malone           | David Robinson    | Tim Hardaway      | Steve Smith       | Shaquille O'Neal    | Hersey Hawkins  | Mookie Blaylock | 1998 |
| 1999 | Alonzo Mourning  | Tim Duncan       | Allen Iverson     | Kevin Garnett         | David Robinson    | Marcus Camby      | Charles Barkley   | Shaquille O'Neal    | Terrell Brandon | Grant Hill      | 1999 |
| 2000 | Alonzo Mourning  | Gary Payton      | Derrick Coleman   | Karl Malone           | David Robinson    | Reggie Miller     | Chris Webber      | Shaquille O'Neal    | Terrell Brandon | Ray Allen       | 2000 |
| 2001 | Tracy McGrady    | Tim Duncan       | Allen Iverson     | Kevin Garnett         | David Robinson    | Reggie Miller     | Vince Carter      | Shaquille O'Neal    | Kobe Bryant     | Ray Allen       | 2001 |
| 2002 | Tracy McGrady    | Tim Duncan       | Allen Iverson     | Jason Kidd            | Dirk Nowitzki     | Reggie Miller     | Chris Webber      | Shaquille O'Neal    | Jamaal Magloire | Malik Rose      | 2002 |
| 2003 | Tracy McGrady    | Tim Duncan       | Allen Iverson     | Kevin Garnett         | Dirk Nowitzki     | Paul Pierce       | Chris Webber      | Shaquille O'Neal    | Kobe Bryant     | Jermaine O'Neal | 2003 |
| 2004 | Kenyon Martin    | Tim Duncan       | Joe Smith         | Kevin Garnett         | Dirk Nowitzki     | Baron Davis       | Manu Ginóbili     | Shaquille O'Neal    | Kobe Bryant     | Mike Bibby      | 2004 |
| 2005 | Tracy McGrady    | Tim Duncan       | Allen Iverson     | Steve Nash            | Amar'e Stoudemire | Paul Pierce       | Manu Ginóbili     | Dwyane Wade         | Yao Ming        | Ray Allen       | 2005 |
| 2006 | Michael Redd     | Tim Duncan       | Elton Brand       | Gilbert Arenas        | Dirk Nowitzki     | Vince Carter      | Manu Ginóbili     | Dwyane Wade         | Bonzi Wells     | LeBron James    | 2006 |
| 2007 | Antawn Jamison   | Tim Duncan       | Carmelo Anthony   | Jason Kidd            | Amar'e Stoudemire | Baron Davis       | Josh Howard       | Carlos Boozer       | Kobe Bryant     | LeBron James    | 2007 |
| 2008 | Tracy McGrady    | Tim Duncan       | Chris Paul        | Kevin Garnett         | Dirk Nowitzki     | Dwight Howard     | Deron Williams    | Chris Bosh          | Kobe Bryant     | LeBron James    | 2008 |
| 2009 | Chauncey Billups | Tim Duncan       | Carmelo Anthony   | Brandon Roy           | Dirk Nowitzki     | Dwight Howard     | Tony Parker       | Dwyane Wade         | Kobe Bryant     | LeBron James    | 2009 |
| 2010 | Paul Millsap     | Pau Gasol        | Carmelo Anthony   | Steve Nash            | Dirk Nowitzki     | Russell Westbrook | Deron Williams    | Dwyane Wade         | Kobe Bryant     | LeBron James    | 2010 |
| 2011 | Kevin Durant     | Derrick Rose     | Carmelo Anthony   | Chris Paul            | Dirk Nowitzki     | Dwight Howard     | Manu Ginóbili     | Dwyane Wade         | Zach Randolph   | LeBron James    | 2011 |
| 2012 | Kevin Durant     | Tim Duncan       | Darren Collison   | Ty Lawson             | Dirk Nowitzki     | Russell Westbrook | Andrew Bynum      | Eric Bledsoe        | Kobe Bryant     | LeBron James    | 2012 |
| 2013 | Kevin Durant     | Tim Duncan       | Brook Lopez       | Chris Paul            | Chris Andersen    | Carl Landry       | Tony Parker       | Roy Hibbert         | James Harden    | LeBron James    | 2013 |
| 2014 | Kevin Durant     | Tim Duncan       | LaMarcus Aldridge | Chris Paul            | Blake Griffin     | Dwight Howard     | Russell Westbrook | Taj Gibson          | Paul George     | LeBron James    | 2014 |
| 2015 | Marc Gasol       | Tim Duncan       | Brook Lopez       | Chris Paul            | Blake Griffin     | Kyrie Irving      | Anthony Davis     | Stephen Curry       | James Harden    | LeBron James    | 2015 |
| 2016 | Hassan Whiteside | Kawhi Leonard    | LaMarcus Aldridge | DeAndre Jordan        | Enes Freedom      | Kyrie Irving      | Russell Westbrook | Jonas Valančiūnas   | Paul George     | LeBron James    | 2016 |
| 2017 | Kevin Durant     | Kawhi Leonard    | Mike Conley       | Chris Paul            | Robin Lopez       | John Wall         | Russell Westbrook | Stephen Curry       | James Harden    | LeBron James    | 2017 |
| 2018 | Kevin Durant     | Clint Capela     | LaMarcus Aldridge | Giannis Antetokounmpo | JaVale McGee      | John Wall         | Anthony Davis     | Jonas Valančiūnas   | James Harden    | LeBron James    | 2018 |
| 2019 | Kevin Durant     | Kawhi Leonard    | LaMarcus Aldridge | Giannis Antetokounmpo | Nikola Jokić      | Montrezl Harrell  | DeMar DeRozan     | Stephen Curry       | James Harden    | Joel Embiid     | 2019 |
| 2020 | Serge Ibaka      | Kawhi Leonard    | Mike Conley       | Giannis Antetokounmpo | Nikola Jokić      | Luka Dončić       | Anthony Davis     | Donovan Mitchell    | James Harden    | LeBron James    | 2020 |
| 2021 | Kevin Durant     | Kawhi Leonard    | Damian Lillard    | Giannis Antetokounmpo | Nikola Jokić      | Luka Dončić       | Jayson Tatum      | Donovan Mitchell    | James Harden    | Joel Embiid     | 2021 |
| 2022 | Jimmy Butler     | Ja Morant        | Chris Paul        | Giannis Antetokounmpo | Nikola Jokić      | Luka Dončić       | Jonas Valančiūnas | Stephen Curry       | Deandre Ayton   | Brandon Clarke  | 2022 |

| ABA  | TOP 10           | TOP 10       | TOP 10          | TOP 10        | TOP 10       | TOP 10        | TOP 10        | TOP 10        | TOP 10          | TOP 10             | ABA  |
| ---- | ---------------- | ------------ | --------------- | ------------- | ------------ | ------------- | ------------- | ------------- | --------------- | ------------------ | ---- |
| 1968 | Connie Hawkins   | Red Robbins  | John Beasley    | Mel Daniels   | Cliff Hagan  | Bob Netokicky | Larry Jones   | Doug Moe      | Willie Somerset | Cincinnatus Powell | 1968 |
| 1969 | Connie Hawkins   | Jimmy Jones  | Donnie Freeman  | Mel Daniels   | Jim Eakins   | Roger Brown   | Larry Jones   | Skip Thoren   | Bill McGill     | Gary Bradds        | 1969 |
| 1970 | Spencer Haywood  | Red Robbins  | Donnie Freeman  | Mel Daniels   | Rick Barry   | Roger Brown   | Larry Jones   | John Brisker  | Levern Tart     | Mike Lewis         | 1970 |
| 1971 | Zelmo Beaty      | Dan Issel    | Donnie Freeman  | Mel Daniels   | Rick Barry   | Ray Scott     | Bob Verga     | John Brisker  | Mack Calvin     | Neil Johnson       | 1971 |
| 1972 | Zelmo Beaty      | Dan Issel    | Donnie Freeman  | Mel Daniels   | Rick Barry   | Artis Gilmore | Jim McDaniels | Julius Erving | Charlie Scott   | Willie Wise        | 1972 |
| 1973 | Billy Cunningham | Dan Issel    | George McGinnis | Mel Daniels   | Billy Paultz | Artis Gilmore | Warren Jabali | Julius Erving | Mack Calvin     | Ralph Simpson      | 1973 |
| 1974 | George Gervin    | Dan Issel    | George McGinnis | Jim Eakins    | Swen Nater   | Artis Gilmore | Mike Green    | Julius Erving | George Thompson | Willie Wise        | 1974 |
| 1975 | George Gervin    | Moses Malone | George McGinnis | Marvin Barnes | Travis Grant | Artis Gilmore | Dave Robisch  | Julius Erving | Tom Owens       | Bobby Jones        | 1975 |
| 1976 | George Gervin    | Dan Issel    | James Silas     | Marvin Barnes | Billy Paultz | Artis Gilmore | Billy Knight  | Julius Erving | David Thompson  | Bobby Jones        | 1976 |